# Капотешти (Бакау)
Капотешти (рум. Căpotești) насеље је у Румунији у округу Бакау у општини Хурујешти. Oпштина се налази на надморској висини од 219 m.

## Становништво
Према подацима из 2002. године у насељу је живело 219 становника, од којих су сви румунске националности.